# Aspazja (powieść)
Aspazja – powieść fantastycznonaukowa, debiut powieściowy Andrzeja Ostoi-Owsianego (w publikacji użyto tylko pierwszego członu nazwiska) wydana po raz pierwszy w 1958 r. nakładem Wydawnictwa Łódzkiego.

## Fabuła
Narrator, inżynier Lech Bylina jest łącznościowcem w składzie dziewiętnastej ekspedycji lecącej na Marsa, z poprzednich żadna nie wróciła. Ziemianie odkrywają tam cywilizację pszczół-robotów. Następuje zderzenie ekstrawertycznej cywilizacji ludzkiej z introwertyczną marsjańską społecznością.
Autor używa tu neologizmów, opisując świat przyszłości, jak: aeronetka, metanylon, somnatyna, vitavin, subbomby, subenergia.

## Odbiór
Antoni Smuszkiewicz pisze, że powieść „przełamuje schemat inauguracyjnego charakteru podróży kosmicznej” (w odróżnieniu od np. utworów Umińskiego, Lema oraz Borunia i Trepki), nie opisując pierwszej, lecz dziewiętnastą podróż Ziemian na Marsa, choć traktowana jest przez autora jakby była pierwszą. Ostoja wykorzystał tu także jeden z tradycyjnych motywów podejmowanych w początkach polskiej s-f – kontakt z obcą cywilizacją, jak ocenia Smuszkiewicz – groteskowo przedstawiając wygląd obcych. Autor nie uniknął także równie często stosowanego zabiegu – wstawienia wykładów popularnonaukowych w treść utworu.
Andrzej Niewiadowski i Smuszkiewicz oceniają, że powieść jest tradycyjna „w sensie problemowym i formalnym”, gdyż w opisie standardowych elementów utworów fantastycznych (lot kosmiczny, eksploracja obcej planety) nie odbiega od treści Umińskiego, czy Borunia i Trepki. Krytycy zauważają, że autor popełnił „sporo niekonsekwencji motywacyjnych” w opisie obcej cywilizacji. Dość tradycyjnie utwór – choć opisuje obcą cywilizację – niesie przesłanie dla Ziemian.
Mariusz M. Leś pisze, że powieść jest szorstka pod względem stylu i retoryki, niemniej oferuje ciekawe spojrzenie na ziemski kolonializm: badacz porównuje pokazanych tu Ziemian do kolektywu Borg z uniwersum Star Trek – tak samo muszą asymilować każdą napotkaną cywilizację. Leś ocenia powieść jako nie najlepszą, podając jako argumenty przeciętne charaktery i budowanie fabuły, niemniej ocenia, że utwór wyprzedzał swoje czasy, poruszając tematy związane z płcią i zbiorowym umysłem.
Antoni Smuszkiewicz pisze, że utwór stał się inspiracją do napisania powieści Ryszarda Głowackiego Paroksyzm numer minus jeden.